# Mistrzostwa Polski w Judo 1982
26. edycja Mistrzostw Polski w judo odbyła się w 1982 roku w Krakowie, gdzie rywalizowali mężczyźni oraz we Włocławku, gdzie rywalizowały kobiety w dniach 6–7 listopada.

## Medaliści 26 mistrzostw Polski

### Kobiety
| Konkurencja: | Złoto:                                             | Srebro:                | Brąz:                                                    |
| 48 kg        | Joanna Majdan                                      | Wanda Gondek           | Anna Chodakowska Elżbieta Mróz                           |
| 52 kg        | Urszula Górniak                                    | Danuta Pękała          | Małgorzata Szamreta Gwardia Białystok Małgorzata Gancarz |
| 56 kg        | Maria Gontowicz-Szałas AZS AWF Gorzów Wielkopolski | Małgorzata Kolasińska  | Małgorzata Śliwa Regina Błaszczak                        |
| 61 kg        | Magdalena Wideńska                                 | Anna Udycz             | Bogusława Olechnowicz Sabina Dyrda                       |
| 66 kg        | Jolanta Adamczyk                                   | Ewa Pencherkiewicz     | Barbara Maślana Małgorzata Manowska                      |
| 72 kg        | Stefania Drzewiecka                                | Katarzyna Rogowska     | Tamara Lulewicz Urszula Adamczyk                         |
| +72 kg       | Grażyna Konopka                                    | Małgorzata Robakiewicz | Katarzyna Garncarz Beata Bartosik                        |

### Mężczyźni
| Konkurencja: | Złoto:                           | Srebro:                           | Brąz:                                     |
| 60 kg        | Edmund Schulz                    | Marek Rybicki                     | Janusz Gaczkowski Dariusz Ostrowicki      |
| 65 kg        | Janusz Pawłowski Wybrzeże Gdańsk | Kazimierz Jarowicz                | Jarosław Wołowicz Józef Pędrak            |
| 71 kg        | Wiesław Błach                    | Edward Alkśnin                    | Marian Tałaj Gwardia Koszalin Jerzy Ćwiek |
| 78 kg        | Andrzej Sądej                    | Andrzej Grzegorzek                | Jarosław Brawata Andrzej Hulko            |
| 86 kg        | Krzysztof Kurczyna               | Bogusław Hanc                     | Adam Adamczyk Jerzy Pater                 |
| 95 kg        | Zbigniew Bielawski               | Wojciech Dworczyński Wisła Kraków | Ryszard Pujszo Krzysztof Wojewnik         |
| +95 kg       | Wojciech Reszko                  | Waldemar Zausz                    | Paweł Szwedziak Ryszard Strugała          |
| open         | Wojciech Reszko                  | Krzysztof Kurczyna                | Bogusław Hanc Mirosław Rybczonek          |